# ジャスモン酸-O-メチルトランスフェラーゼ
ジャスモン酸-O-メチルトランスフェラーゼ(Jasmonate O-methyltransferase、EC 2.1.1.141)は、以下の化学反応を触媒する酵素である。
S-アデノシル-L-メチオニン + ジャスモン酸{\displaystyle \rightleftharpoons }S-アデノシル-L-ホモシステイン + ジャスモン酸メチル
従って、この酵素の2つの基質はS-アデノシル-L-メチオニンとジャスモン酸、2つの生成物はS-アデノシル-L-ホモシステインとジャスモン酸メチルである。
この酵素は、転移酵素、特に1炭素基を転移させるメチルトランスフェラーゼのファミリーに属する。系統名は、S-アデノシル-L-メチオニン:ジャスモン酸 O-メチルトランスフェラーゼである。その他よく用いられる名前に、jasmonic acid carboxyl methyltransferase等がある。